# 中奧拉赫河

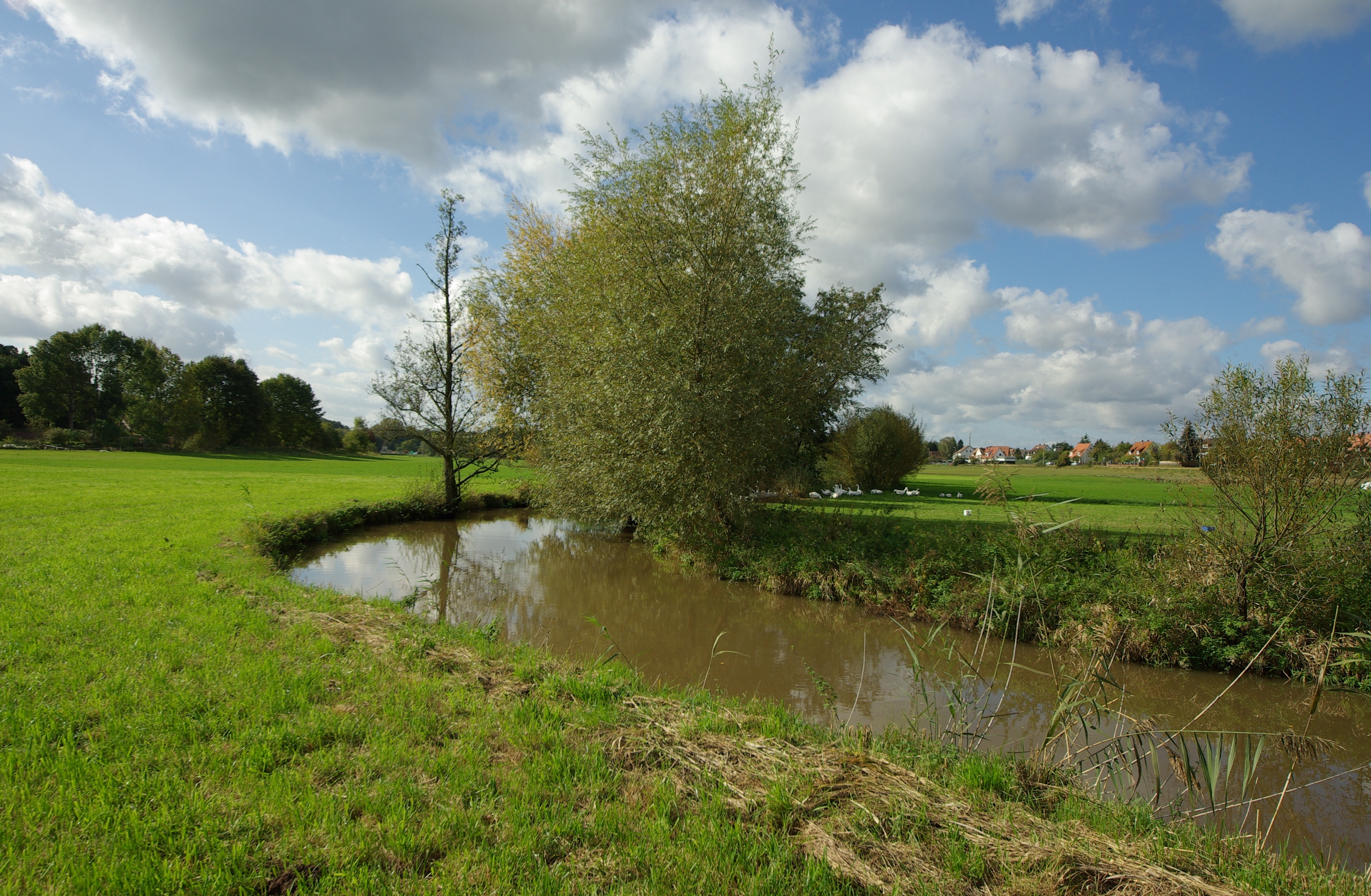

49°34′16.37″N 10°59′0.04″E / 49.5712139°N 10.9833444°E
中奧拉赫河（德語：Mittlere Aurach），是德國的河流，位於該國東南部，由巴伐利亞負責管轄，屬於雷格尼茨河的左支流，河道全長39公里，流域面積165平方公里。